# 納博特斯克

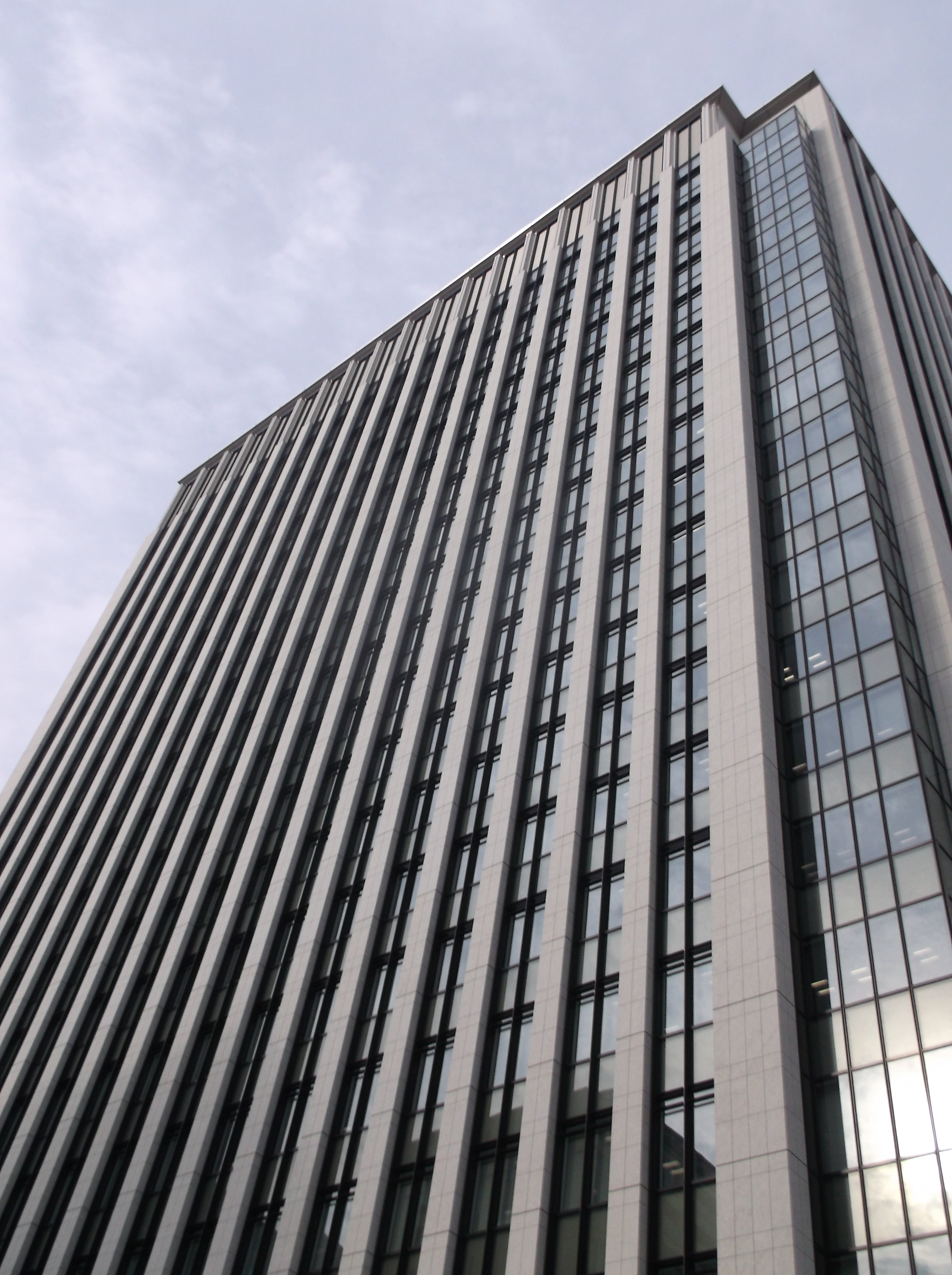
纳博特斯克总部所在的JA共济大厦

納博特斯克（日语：ナブテスコ，羅馬化：Nabutesuko），日本机械制造商。

## 概述
納博克株式會社和帝人製機株式会社于2003年合并成为控股公司纳博特斯克株式会社的全資子公司，同時帝人製機更名為TS株式会社。2004年納博克和TS株式会社于2004年进行吸收合并，其业务完全整合至纳博特斯克内部。
纳博特斯克的标志“Nabtesco”是源自于纳博克株式会社原名“日本空气制动株式会社”的英文和TS株式会社原名“帝人製機株式会社”的英文“Teijin Seiki Co., Ltd.”。
納博特斯克是製造控制飞机飞行姿态的飞行控制执行器全球领先的制造商之一，其生產的用于工业机器人等的精密减速器占全球市场份額约60％。在建筑机械用液压设备方面，納博特斯克生產的液压挖掘机的行驶单元占世界市场份额的25%。铁路车辆设备方面，其製造的制动设备和自動門分別占有新干线和在來線等日本國内市場的50%和70%，此外建筑物用自动门占日本国内市场份额的50%左右。
納博特斯克自动门的品牌為“纳博克”（Nabco）以及从瑞士凯拔（Kaba）控股收购成立的“格里根自動門系統”（Gilgen Door Systems）。

## 历史
2002年4月，帝人製機株式会社和納博克株式會社在液压设备领域开始业务联盟。同年11月达成有关业务整合的基本协议。
2003年3月，雙方达成关于业务整合的正式协议。同年6月，帝人製機和納博克的股东大会批准合并。
2003年9月29日，納博特斯克株式會社正式成立并在东京证券交易所市場第一部上市，納博克株式會社和帝人製機株式會社成为其全资子公司，同時帝人製機更名為TS株式会社。
2004年10月1日，納博克株式會社与TS株式會社被納博特斯克吸收合并，两家公司的业务均由納博特斯克整合。
2009年12月1日，分拆商用车设备业务，成立納博特斯克汽車株式會社。
2011年4月1日，向瑞士凱拔控股股份公司（Kaba Holding AG，现为多玛凯拔集团）收购了凱拔格里根股份公司（Kaba Gilgen AG），并成立了格里根自動門系統股份公司（Gilgen Door Systems AG）。
2015年4月，向东芝机械株式会社收购其液压设备子公司“最高公司”（Highest Corporation）。
2016年4月1日，收购了东日本分销商纳博克系统（Nabco System）的更多股份，并将其合并为子公司。

## 管理
2017年，小谷和昭就任納博特斯克的董事局主席，寺本克弘则就任董事總經理以及行政總裁。

## 产品
该公司制造的主要产品如下：
- 精密機器
  - 真空驅動器、精密減速機及熱控制機等。
- 運輸用機器
  - 鐵路車輛用車門開關系統、鐵路車輛用制動裝置、船舶主機遙控系統、轎車液壓離合器及車身傾斜電磁閥裝置等。
- 航空、液壓機器
  - 飛機控制用制動系統、飛機用高壓電源裝置、風力發電機用驅動裝置及履帶式車輛行走裝置等
- 產業用機器
  - 建築物自動門、站台用透明月台門、半高式月台門、智能型義肢及電動輪椅等

## 外部鏈接
- 官方网站 （页面存档备份，存于）（英文）
- 官方网站 （页面存档备份，存于）（日語）
- 官方网站 （页面存档备份，存于）（简体中文）